# Bombylius leucopygus
Bombylius leucopygus är en tvåvingeart som beskrevs av Macquart 1846. Bombylius leucopygus ingår i släktet Bombylius och familjen svävflugor. Inga underarter finns listade i Catalogue of Life.